# 無限・MF204
無限・MF204（むげん・エムエフにいまるよん）は、レーシングエンジンビルダーの無限（現・M-TEC）が製作したF3用エンジン。主に全日本F3選手権とイギリスF3で使用されていた。MF204とは「M ugenのF ormula用2 .0 L 4 気筒エンジン」の意味である。

## 性能・主要諸元

### MF204D（2013年 - 2016年）
- エンジン形式：直列4気筒 4バルブ DOHC 自然吸気 直噴
- 排気量：2,000cc以下
- ボア×ストローク：-
- 圧縮比： -
- リストリクター：φ28×1
- 最大出力：-
- 最大トルク：-
- 重量：87kg以上（5kg以下のバラスト含む）

### MF204C（2002年 - 2012年）
- エンジン形式：直列4気筒 4バルブ DOHC 自然吸気
- ベースエンジン
  - シリンダーヘッド：K20A
  - シリンダーブロック：F20C
- 排気量：1,997cc
- ボア×ストローク：85.0×88.0mm
- 圧縮比： -
- リストリクター：φ26×1
- 最大出力：215PS/6,000rpm
- 最大トルク：275N･m/5,250rpm
- 重量：93kg

### MF204B（1997年 - 2001年）
- エンジン形式：直列4気筒 4バルブ DOHC 自然吸気
- ベースエンジン：H22A
- 排気量：1,997cc
- ボア×ストローク：85.0×88.0mm
- 圧縮比： -
- リストリクター：φ26×1
- 最大出力：210PS/6,000rpm
- 最大トルク：270N･m/5,250rpm
- 重量：93kg

### MF204A（1996年）
- エンジン形式：直列4気筒 4バルブ DOHC 自然吸気
- ベースエンジン：B18C
- 排気量：1,998cc
- ボア×ストローク：-
- 圧縮比： -
- リストリクター：φ24×1
- 最大出力：175PS/5,250rpm
- 最大トルク：255N･m/4,500rpm
- 重量：90kg

### MF204（1988年 - 1995年）
- エンジン形式：直列4気筒 4バルブ DOHC 自然吸気
- ベースエンジン：B20A
- 排気量：1,997cc
- ボア×ストローク：81.8×95.0mm
- 圧縮比： 12.5:1
- リストリクター：φ24×1
- 最大出力：170PS/5,000rpm
- 最大トルク：230N･m/4,500rpm
- 重量：91kg

## 歴史

### MF204誕生まで
元々は本田技研工業が無限と共同で、1988年の全日本F3選手権に投入する為に1987年半ばからエンジン開発テストを各サーキットで行った。ベースエンジンは3代目プレリュードに搭載されていたB20A。

### MF204誕生から供給の中断
1988年の全日本F3選手権にはホンダのワークスエンジンとして中谷明彦をドライバーに起用し、参戦初年でチャンピオンエンジンとなった。1989年、1990年もチャンピオンエンジンとなり、他のエンジンを使用しているドライバーからも「無限エンジンでないとチャンピオン争いが出来ない」と言われる程に完成度が高いエンジンでもあった。また1988年からイギリスF3にも供給を行い、参戦初年度からタイトル争いに加わるエンジンとなり1990年にミカ・ハッキネンによりチャンピオンエンジンとなった。その後はトムスのチューニングするエンジンとタイトルを分け合う形で戦いが繰り広げられた。
「MF204B」登場から10年以上経過した2003年の全日本F3選手権から「MF204C」がデビュー。イギリスでは「MF204B」が引き続き供給された。全日本では主に童夢がMF204Cを使用し、当時童夢がローラと共同開発していたシャシーとの組み合わせで、主なライバルであるトムスやINGING（どちらもトヨタ陣営）らと戦ったが、結局このエンジンでのタイトル獲得は叶わなかった。
2007年をもって無限によるエンジン供給が終了し、以後全日本では戸田レーシング、イギリスではニール・ブラウン・エンジニアリングによってチューニングおよび供給が行われた。しかし、主なライバル（全日本ではトヨタ・1AZ-FE、イギリスではメルセデス・ベンツとフォルクスワーゲン）に比べ戦闘力が見劣りする状況は否めず、全日本では2010年に戸田レーシングが撤退したためMF204はその姿を一旦消した。
イギリスF3でも年式落ちシャシーで争われる「ナショナルクラス」ではMF204Bがワンメイクエンジンとして使われているが、チャンピオンシップクラスでは既に少数派に転落しており事実上勝負権を失っている。

### レギュレーション変更による供給再開から再度の終了
2012年にレギュレーションが変更されたことに伴い新型シャシーが導入され、全日本で戸田レーシングが参戦を再開し、HFDP RACINGも全日本選手権クラスへ復帰したため、MF204Cが再度使用された。
2013年にはエンジンのレギュレーションも変更され、ベースとなる量産型エンジンを持たない専用設計のエンジンの使用が認められたため、M-TECは新たにガソリン直噴エンジンのMF204Dを開発し、同年より全日本のHFDP RACINGに供給を行っている。なお、戸田レーシングは同年より自社製エンジン（TR-F301）による参戦に切り替わるため、MF204Dは使用しない。
その後、2017年はHFDP RACINGもTR-F301を使用することになり、MF204Dの供給は終了した。